# Make a Sound
Make a Sound è il secondo album del gruppo pop punk/emo statunitense Autopilot Off, pubblicato il 13 aprile 2004 da Island Records. Make a Sound è stato prodotto dal manager dei Sum 41, Greig Nori.

## Tracce
- Tutte le tracce scritte da Chris Johnson, Chris Hughes, Rob Kucharek e Phil Robinson, eccetto What I Want e Blind Truth che sono state scritte insieme a Tim Armstrong, e Clockwork, scritta insieme a Greig Nori[1].

1. Make a Sound – 3:44
2. Clockwork – 3:06
3. Blind Truth – 2:38
4. I Know You're Waiting – 2:50
5. The 12th Day – 4:26
6. Voice in the Dark – 3:08
7. What I Want – 2:45
8. Blessed by a Nightmare – 3:48
9. Divine Intervention – 2:50
10. Chromatic Fades – 2:59
11. Byron Black – 3:16
12. The Cicada's Song – 3:04

## Formazione
- Chris Johnson - voce e chitarra
- Chris Hughes - chitarra
- Rob Kucharek - basso
- Phil Robinson - batteria

## Classifiche[3]
| Classifica          | Posizione |
| ------------------- | --------- |
| Billboard 200       | 119       |
| Top Heatseekers     | 2         |
| Top Internet Albums | 119       |